# السياحة في المجر
تتمتع السياحة في المجر بتاريخ طوبل، احتلت المجر المرتبة الثالثة عشرة بين البلدان الأكثر زيارة من حيث عدد السياح في العالم في 2002. وزادت السياحة بنحو 7% بين عامي 2004 و2005. ويشكل الزوار الأوروبيون أكثر من 98% من سياح المجر. وتمثل النمسا وألمانيا وسلوفاكيا أكبر عدد من الزوار إلى البلاد. ويصل معظم السياح بالسيارات ويقيمون لفترة قصيرة. ويمتد موسم السياحة في المجر من أبريل إلى أكتوبر. ويعد شهري يوليو وأغسطس أفضل الأشهر السياحية. وتعد بودابست الوجهة السياحية الأكثر شعبية في البلاد.

## السياحة في بودابست

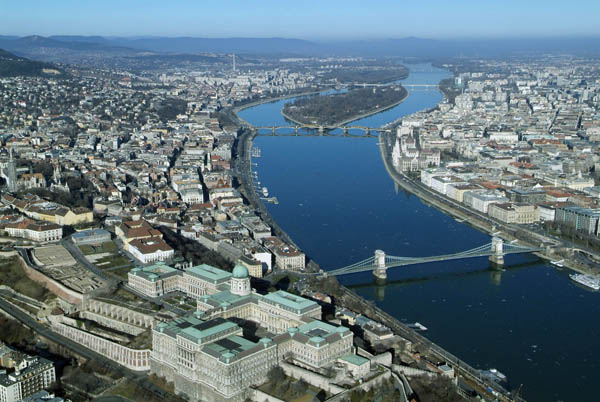
منظر لبودابست

أصبحت بودابست واحدة من أكثر الوجهات السياحية شعبية في أوروبا الوسطى خلال التسعينيات. تشمل مناطق الجذب في المدينة قلعة بودا التي تضم العديد من المتاحف بما في ذلك المتحف الوطني المجري وكنيسة ماتياس، ومبنى البرلمان والحديقة العامة. تحتوي المدينة على العديد من المتاحف وثلاثة دور أوبرا وحمامات حرارية. سُجلت قلعة بودا وجسور نهر الدانوب وشارع أندراسي بالكامل كمواقع للتراث العالمي لليونسكو.
يوجد في المجر ما يقدر بنحو 1,300 ينبوع حراري، يستخدم ثلثها كمنتجعات صحية في جميع أنحاء البلاد. يروج للمياه الحرارية وثقافة المنتجعات الصحية في المجر بين السياح. تملك فرنسا واليابان وبلغاريا وآيسلندا وإيطاليا وحسب سعة مياه حرارية مماثلة. استُخدمت الحمامات الحرارية في المجر لمدة 2000 عام للتطهير والاسترخاء وتخفيف الآلام. كان الرومان أول من استخدم المياه الحرارية في المجر في القرن الأول، عندما بنوا حمامات على ضفاف نهر الدانوب. تقع بودابست على صدع جيولوجي يفصل تلال بودا عن السهول. يتدفق أكثر من 30,000 متر مكعب من المياه المعدنية الدافئة إلى الساخنة (21 درجة مئوية إلى 76 درجة مئوية) من 118 ينبوعاً حرارياً، وتزود الحمامات الحرارية في المدينة. كانت بودابست وجهة شهيرة للينابيع الحارة منذ العصر الروماني. يعود تاريخ بعض الحمامات في المدينة إلى العصر التركي بينما يعود تاريخ بعضها الآخر إلى العصر الحديث. تحتوي على غرف بخار تستخدم الخصائص العلاجية للينابيع. تقدم معظم الحمامات العلاجات الطبية والتدليك والعناية بالقدمين. بُنيت أشهر المنتجعات الصحية في بودابست في مطلع القرن التاسع عشر.
يوجد مائتي كهف معروف تحت بودابست، يمكن للسياح زيارة بعضها، وهي من مناطق الجذب السياحي الشهيرة. توجد في تلال بودا كهوف فريدة من نوعها لأنها تشكلت من المياه الحرارية التي ترتفع من الأسفل، وليس من مياه الأمطار. كهف بالفولجي هو متاهة كبيرة ومذهلة. تم اكتشافه في القرن العشرين، وهو أكبر أنظمة الكهوف في تلال بودا. لا يحتوي كهف سزيملوهيجي على نوازل ويحتوي على عدد أقل من الممرات الملتوية والمغلقة مقارنة بكهف بالفولجي. والجدران في هذا الكهف مغطاة برواسب تشكلت من الأملاح المعدنية المذابة بالماء الدافئ. الهواء في الكهف نظيف للغاية ويستخدم أدنى مستوى منه كمصحة تنفسية. يحتوي كهف ماتياس في ضواحي المدينة على حيز دلوف فقط يسمى «شطيرة الموت».